# Anthophora affinis
Anthophora affinis är en biart som beskrevs av Gaspard Auguste Brullé 1832. Anthophora affinis ingår i släktet pälsbin, och familjen långtungebin. Inga underarter finns listade i Catalogue of Life.